# Elizaveta Stepanova
Elizaveta Stepanova –en ruso, Елизавета Степанова– (22 de febrero de 1987) es una deportista rusa que compitió en natación sincronizada. Ganó una medalla de oro en el Campeonato Mundial de Natación de 2009, en la prueba equipo técnico.

## Palmarés internacional
| Campeonato Mundial | Campeonato Mundial | Campeonato Mundial | Campeonato Mundial |
| Año                | Lugar              | Medalla            | Prueba             |
| ------------------ | ------------------ | ------------------ | ------------------ |
| 2009               | Roma (Italia)      | Medalla de oro     | Equipo técnico     |